# Яруш, Юрий
Юрий Яруш (род. 1961, Украинская ССР, СССР) — предполагаемый украинский, российский и казахстанский серийный убийца, подозреваемый в причастности к совершению 10 убийств мужчин, женщин и детей, сопряжённых с изнасилованиями, в период с 20 января по февраль 1996 года на территории России и Казахстана. Кроме этого, аналогичное преступление он совершил в начале 2010-х годов на территории Украины, а также мог быть причастен к убийству сожительницы. В Казахстане был известен под прозвищем «Актюбинский Чикатило». Яруш был разоблачен только на основании результатов ДНК-экспертизы только лишь в 2016 году, когда отбывал уголовное наказание на территории Хмельницкой области Украины за совершение очередного убийства. Настоящее количество жертв неизвестно следствию. По версии правоохранительных органов, Юрий Яруш совершил не менее 12 убийств.

## Биография

### Ранние годы
О ранних годах жизни Юрия Яруша известно крайне мало. Родился на территории Украинской ССР в 1961 году. Проживал на территории Хмельницкой области. В 1992 году после распада СССР и сложившейся социально-экономической ситуации в стране Яруш стал испытывать материальные трудности, после чего уехал из Украины в Россию на заработки и начал вести бродяжнический образ жизни. В течение ряда последующих лет он проживал на территории России и Казахстана, после чего в конечном итоге вернулся обратно на Украину.

### Убийства
20 января 1996 года Юрия Яруш появился на железнодорожном вокзале посёлка Каратаусай (Мартукский район, Актюбинская область), где проживала его 30-летняя знакомая, которая работала учительницей. Оказавшись у неё дома, Яруш некоторое время совместно с женщиной употреблял алкогольные напитки, после чего предложил ей заняться сексом. Однако женщина ответила отказом, после чего между ними произошла ссора, в ходе которой Юрий Яруш совершил на неё нападение. Сломив сопротивление жертвы, он изнасиловал её, после чего зарубил топором. Убив девушку, Яруш зарубил в сарае топором и её 16-летнего брата, учащегося сельскохозяйственного техникума, который стал свидетелем убийства сестры. Перед совершением убийства Яруш изнасиловал подростка в извращенной форме. В этот момент в доме находилась 5-летняя дочь убитой женщины, которую Юрий Яруш увел из дома, вызвал такси, на котором доехал до поселка Мартук, после чего сел на поезд и отправился вместе с девочкой на территорию России. В конце января Яруш оказался на территории Тамбовской области, где недалеко от села Новохмелевое, изнасиловал ребёнка и зарезал его. В течение нескольких последующих недель Юрий Яруш совершил не менее 5 убийств девушек и женщин, сопряженных с изнасилованиями, жительниц села Новохмелевое, после чего отправился на территорию Курской области, где в феврале того же года изнасиловал и зарубил ещё двух девушек. После этого он покинул территорию России и вернулся обратно на Украину, где в течение нескольких последующих лет продолжал вести бродяжнический образ жизни. В середине 2000 года Юрий Яруш был арестован по обвинению в совершении кражи и осужден. Отбыв уголовное наказание, он вышел на свободу в начале 2010-х годов, где на территории Хмельницкой области вскоре совершил убийство женщины, сопряженное с изнасилованием, после чего был снова осужден

### Следствие
Первоначально основным подозреваемым в совершении убийств являлся другой украинский серийный убийца Георгий Куценко (род. март 1968, Енакиево, Донецкая область, Украинская ССР, СССР), бывший военнослужащий ВСУ, который в начале 1990-х годов был дважды судим военным трибуналом Украины. По версии следствия, Куценко, который также совершал убийства мужчин, женщин и детей, сопряженные с изнасилованиями, в начале 1996 года находился на территории Казахстана и России. Однако в последующие годы очевидных доказательств причастности Георгия Куценко к совершении серии убийств найдено не было. Юрий Яруш впервые попал в число подозреваемых в 2008 году, когда отбывал уголовное наказание за совершение кражи. В тот период он связался с прокуратурой Актюбинской области и дал показания в совершении убийств на территории Казахстана. Прокуратура Актюбинской области предложила Юрию Ярушу сдать образец крови для проведения молекулярно-генетической экспертизы, так как на всех трупах жертв женского пола были обнаружены следы семени, которые по версии следствия были оставлены преступником, однако Юрий Яруш отказался. В очередной раз он связался с прокуратурой Актюбинской области лишь в начале 2016 года, когда отбывал наказание за совершение убийства в одной из исправительных колоний на территории Хмельницкой области Украины. В этот раз он согласился сдать свой биоматериал, после чего в Украину был командирован старший следователь по особо важным делам ДВД Актюбинской области, которым были проведены допросы подозреваемого и взятие образцов ДНК. По результатам ДНК-экспертизы, 18 марта 2016 года было установлено, что убийства как минимум 10 человек на территории Казахстана и России были совершены именно Юрием Ярушем. Помимо этого, он был опознан таксистами, один из которых подвозил Яруша вместе с 16-летним братом его первой жертвы из поселка Мартук в Каратаусай накануне убийства, а второй — его с малолетней девочкой в обратном направлении на следующий день после убийства.
В конечном итоге Юрию Ярушу официально были предъявлены обвинения. 16 февраля 2017 года, после оформления процедурных вопросов, согласно Минской конвенции, уголовное дело через генеральную прокуратуру Республики Казахстан было направлено в Украину для его уголовного преследования и предания суду.
После 2017 года достоверных сведений о дальнейшей судьбе Юрия Яруша нет. По неподтвержденной информации, на начало 2020-х годов он продолжал отбывать уголовное наказание на территории Украины, после отбытия которого должен был быть экстрадирован в Россию и Казахстан для проведения судебных процессов, однако после февраля 2022 года из-за разрыва дипломатических отношений между Украины с Россией и Казахстаном, переговоры об экстрадиции Юрия Яруша были полностью прекращены, и он по состоянию на 2025 год не был осуждён за совершение серии убийств ни в одной из этих стран.